# ال تیمبلو
ال تیمبلو دهستانی در استان آبیلای اسپانیا است.
در این دهستان ۳٬۶۴۱ نفر زندگی می‌کنند. مساحت این دهستان ۷۵٫۶۵ کیلومتر مربع است.

## نگارخانه

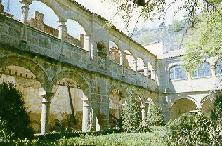
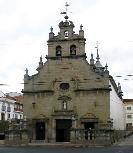
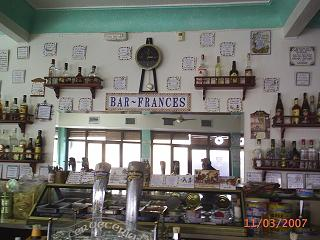
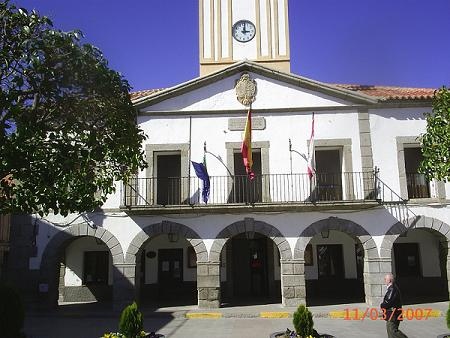